# Паркмен (Вайомінг)
Паркмен (англ. Parkman) — переписна місцевість (CDP) в США, в окрузі Шеридан штату Вайомінг. Населення — 180 осіб (2020).

## Географія
Паркмен розташований за координатами 44°57′27″ пн. ш. 107°18′45″ зх. д. / 44.95750° пн. ш. 107.31250° зх. д. (44.957526, -107.312607).  За даними Бюро перепису населення США в 2010 році переписна місцевість мала площу 24,89 км², з яких 24,84 км² — суходіл та 0,05 км² — водойми.

## Демографія
Згідно з переписом 2010 року, у переписній місцевості мешкала 151 особа в 67 домогосподарствах у складі 47 родин. Густота населення становила 6 осіб/км².  Було 72 помешкання (3/км²).
Расовий склад населення:
| - 98,7 % — білих - 0,7 % — вихідців з тихоокеанських островів |

До двох чи більше рас належало 0,7 %. Частка іспаномовних становила 4,6 % від усіх жителів.
За віковим діапазоном населення розподілялося таким чином: 18,5 % — особи молодші 18 років, 65,6 % — особи у віці 18—64 років, 15,9 % — особи у віці 65 років та старші. Медіана віку мешканця становила 49,3 року. На 100 осіб жіночої статі у переписній місцевості припадало 101,3 чоловіків;  на 100 жінок у віці від 18 років та старших — 98,4 чоловіків також старших 18 років.
Середній дохід на одне домашнє господарство  становив 53 171 долар США (медіана — 55 081), а середній дохід на одну сім'ю — 59 290 доларів (медіана — 55 605). 
Цивільне працевлаштоване населення становило 95 осіб. Основні галузі зайнятості: будівництво — 44,2 %, освіта, охорона здоров'я та соціальна допомога — 29,5 %, транспорт — 9,5 %, публічна адміністрація — 8,4 %.